# Посёлок имени Калинина (Рубцовский район)
и́мени Кали́нина — посёлок в Рубцовском районе Алтайского края. Входит в состав Бобковского сельсовета.

## География
Посёлок находится на правом берегу реки Алей, на расстоянии 18 км (по прямой) к северо-востоку от города Рубцовск, административного центра района.

## История
Основан в 1927 году как сельскохозяйственная артель имени Ворошилова. В 1931 году состояла из 93 хозяйств, основное население — русские. В административном отношении находилась в составе Катковского сельсовета Рубцовского района.

## Население
| 1931 | 1997 | 1998 | 1999 | 2000 | 2001 |
| ---- | ---- | ---- | ---- | ---- | ---- |
| 333  | ↘162 | ↘159 | ↘158 | ↘157 | ↗158 |
| 2002 | 2003 | 2004 | 2005 | 2006 | 2007 |
| ↘151 | →151 | ↗152 | ↗154 | ↗377 | ↘376 |
| 2008 | 2009 | 2010 | 2011 | 2012 | 2013 |
| ↘368 | ↘143 | ↗151 | ↗152 | ↘148 | ↘142 |